# Tofalarer
Tofalarer är en turkspråkig etnisk grupp i Ryssland. De flesta bor i Irkutsk oblast.
Historiskt var tofalarer nomader och försörjde sig på renskötsel och jakt, men numera är de flesta bofasta.
Likt samer och tuviner (sojoter) mjölkade tofalarer sina renar.